# Шаболтай, Пётр Михайлович
Шаболтай Пётр Михайлович (род. 11 августа 1951, село Увелье, Брянская область) — российский режиссёр, музыкант и педагог, генеральный директор и художественный руководитель Государственного Кремлёвского дворца. Народный артист РФ (2002). Президент Международного Союза деятелей эстрадного искусства.

## Биография
Пётр Михайлович Шаболтай родился в селе Увелье Красногорского района Брянской области. Рано стал проявлять интерес к музыке, учился в музыкальной школе. Окончил Клинцовское музыкальное училище по классу баяна и фортепиано; участвовал в районных конкурсах, фестивалях и студенческих концертах, увлекался вокалом.
Преподавал музыку в Суражском педагогическом училище. Срочную службу проходил в ордена Ленина ансамбле песни и пляски Московского военного округа, был солистом. Остался на сверхсрочную службу, стал старшиной ансамбля. Об этом периоде его жизни рассказал в своей книге «Бим-Бом — Дур-дом» заслуженный артист РФ Валерий Лёвушкин (создатель ансамбля «Бим-Бом»): «Оставшиеся полгода я служил в ансамбле МВО под руководством народного артиста РФ Сурена Исааковича Баблоева. Ансамбль МВО. Лефортовская обитель. Меня пугали: там два очень суровых мужика, их все боятся: это главный дирижёр, полковник С. И. Баблоев и старшина ансамбля Пётр Шаболтай. Два этаких „Ивана Грозных“. Старшина Шаболтай слыл в ансамбле самым грозным „царём“, а наш Сурен шёл следующим».
После армии на протяжении почти 5 лет работал Центральном доме работников искусств, затем — заместителем начальника управления театров, музыкальных организаций и концертной работы Главного управления культуры Исполкома Моссовета.
В 1980 году получил диплом ГИТИСа по специальности «Режиссура эстрады и массовых представлений».
С 1985 года в качестве директора и художественного руководителя ГЦКЗ «Россия» совмещал творческую и административную деятельность.

## Государственный Кремлёвский дворец
В 2001 году назначен на должность Генерального директора — художественного руководителя ФГБУК «Государственный Кремлёвский дворец».
Под его руководством проведён капитальный ремонт здания Дворца и оснащение его служб новой, современной техникой и оборудованием, отвечающим лучшим мировым стандартам[неизвестный термин]. После модернизации Государственный Кремлёвский дворец, по оценке авторитетных специалистов, встал в один ряд с такими прославленными залами мира, как «Карнеги-холл» и «Ирвинг-плаз» в Нью-Йорке, «Шрайзе Аудиториум» в Лос-Анджелесе, «Олимпия» в Париже, Королевский Шекспировский театр в Стрэтфорде, зал «Стравинский» в Монтре.
Лично руководил подготовкой и проведением культурных программ ряда протокольных мероприятий, саммитов и других международных встреч с участием Президента Российской Федерации. В частности, под его руководством подготовлены и проведены концерты для Президента РФ и лидеров Евросоюза, ШОС и БРИК, которые проходили в Ханты-Мансийске (2007), Хабаровске (2008), Екатеринбурге (2009), Ростове-на-Дону (2010), Нижнем Новгороде (2011).
В мае 2010 года руководил режиссёрско-постановочной группой при разработке сценария, подготовке и проведении театрализованного концерта «Помнит мир спасенный», посвящённого 65-летию Победы в Великой Отечественной войне (на Большой спортивной арене «Лужники»), и праздничного пиротехнического шоу на Кремлёвской набережной г. Москвы.

## Научная деятельность
- Работал на кафедре эстрадного искусства РАТИ, профессор[4].
- Кандидат искусствоведения (2001[1]; Диссертацию на тему «Проблемы развития отечественной эстрады: 1917—1929 гг.» защитил в РАТИ в 2000 году)[5].
- Автор книг «Старая золотая эстрада», «Эстрада по обе стороны Москвы-Реки», «Потомки скоморохов», «Колумбы российской сцены».[источник не указан 2816 дней]

## Награды и звания

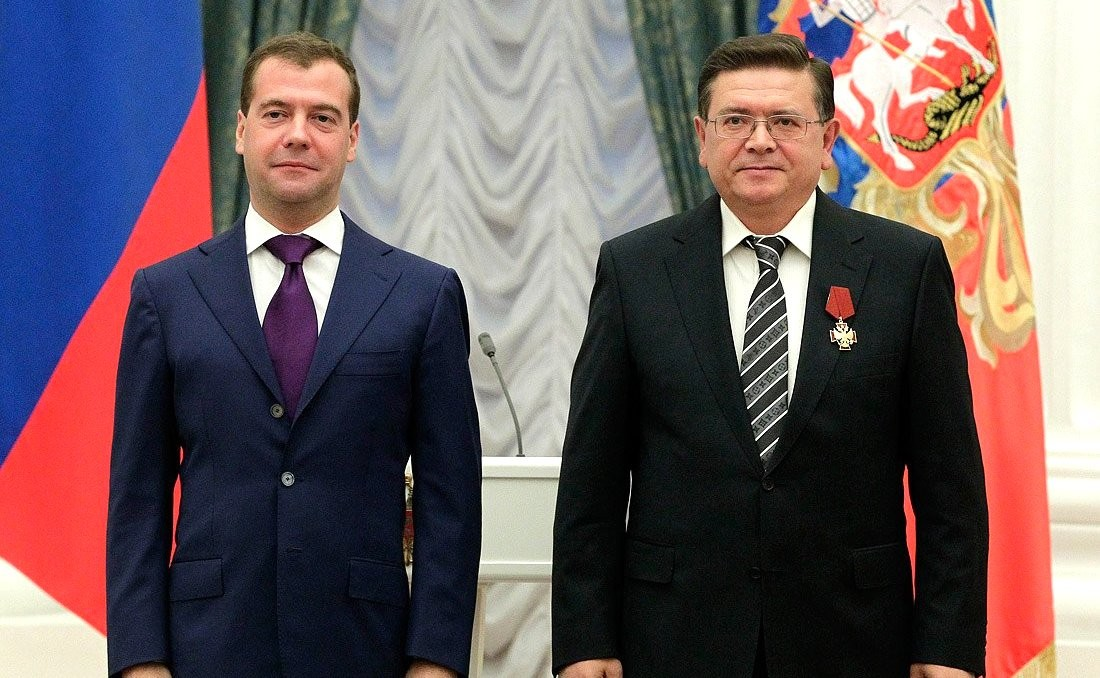
Награждение орденом «За заслуги перед Отечеством» IV степени, 10 октября 2011 года

- Заслуженный деятель искусств Российской Федерации (7 июля 1994) — за заслуги в области искусства[6].
- Орден Дружбы (1998) — За заслуги перед государством, большой вклад в укрепление дружбы и сотрудничества между народами, многолетнюю плодотворную деятельность в области культуры и искусства[7].
- Премия Мэрии Москвы в области литературы и искусства (1998) — За создание цикла новых программ 1997—1998 гг.[8].
- Почётная грамота Правительства Москвы (2001) — за большой личный вклад в развитие культуры столицы, активную общественную деятельность[9]
- Народный артист Российской Федерации (2002) — За большие заслуги в области искусства[10]
- Орден преподобного Сергия Радонежского III степени (РПЦ, 2002)[источник не указан 2816 дней]
- Орден Почёта (2005)[11][12]
- юбилейная медаль ФНПР «100 лет профсоюзам России» (2005)[источник не указан 2816 дней]
- Медаль ордена «За заслуги перед Отечеством» I степени (2006) — За большой вклад в подготовку и проведение встречи глав государств и правительств стран — членов «Группы восьми» в городе Санкт-Петербурге[13].
- Почётная грамота Президента Российской Федерации (2010) — За активное участие в подготовке и проведении мероприятий, посвященных 65-летию Победы в Великой Отечественной войне 1941—1945 годов[14].
- Орден «За заслуги перед Отечеством» IV степени (2011) — За большие заслуги в развитии отечественной культуры и искусства, многолетнюю плодотворную деятельность[15].
- Благодарность Президента Российской Федерации (2020) — За активное участие и проведении саммита и экономического форума Россия - Африка в 2019 году в городе Сочи[16].
- Орден «За заслуги перед Отечеством» III степени (2021) — За большой вклад в развитие отечественной культуры и искусства, многолетнюю плодотворную деятельность[17].
- Орден «За заслуги перед Республикой Дагестан» (2023) — за большой вклад в развитие культуры и искусства, плодотворную творческую деятельность[18].

## Семья
- Супруга Лариса.
- Двое детей — Юлия (выпускница продюсерского факультета РАТИ—ГИТИСа 2000 года[19]) и Михаил (выпускник продюсерского факультета РАТИ—ГИТИСа 2006 года[20]).
- Внуки — Всеволод и Даниил, внучка Мария Шаболтай.